# Teucrium
Teucrium L., 1753, noto con il nome di Camedrio, è un genere di piante Spermatofite Dicotiledoni appartenenti alla famiglia delle Lamiaceae, dall'aspetto di piccole erbacee annuali o perenni con fiori dalla caratteristica forma labiata (a labbro superiore ridotto) e tipiche dei climi mediterranei.

## Etimologia
Il nome di questo genere deriva da Teucro, mitologico re di Troia figlio di Scamandro e della Ninfa Idea, che secondo Plinio (Gaio Plinio Secondo nato a Como nel 23, e morto a Stabiae il 25 agosto 79, scrittore, ammiraglio e naturalista romano) per primo sperimentò le proprietà medicinali di alcuni vegetali (tra cui alcune piante del genere di questa voce). Dioscoride denominò queste piante dal greco “Teukrion”, ma è Linneo che riprese tale nome cambiandolo nel latino “Teucrium”.
Il nome scientifico del genere è stato proposto da Carl von Linné (1707 – 1778) biologo e scrittore svedese, considerato il padre della moderna classificazione scientifica degli organismi viventi, nella pubblicazione "Species Plantarum - 2: 562" del 1753.

## Descrizione

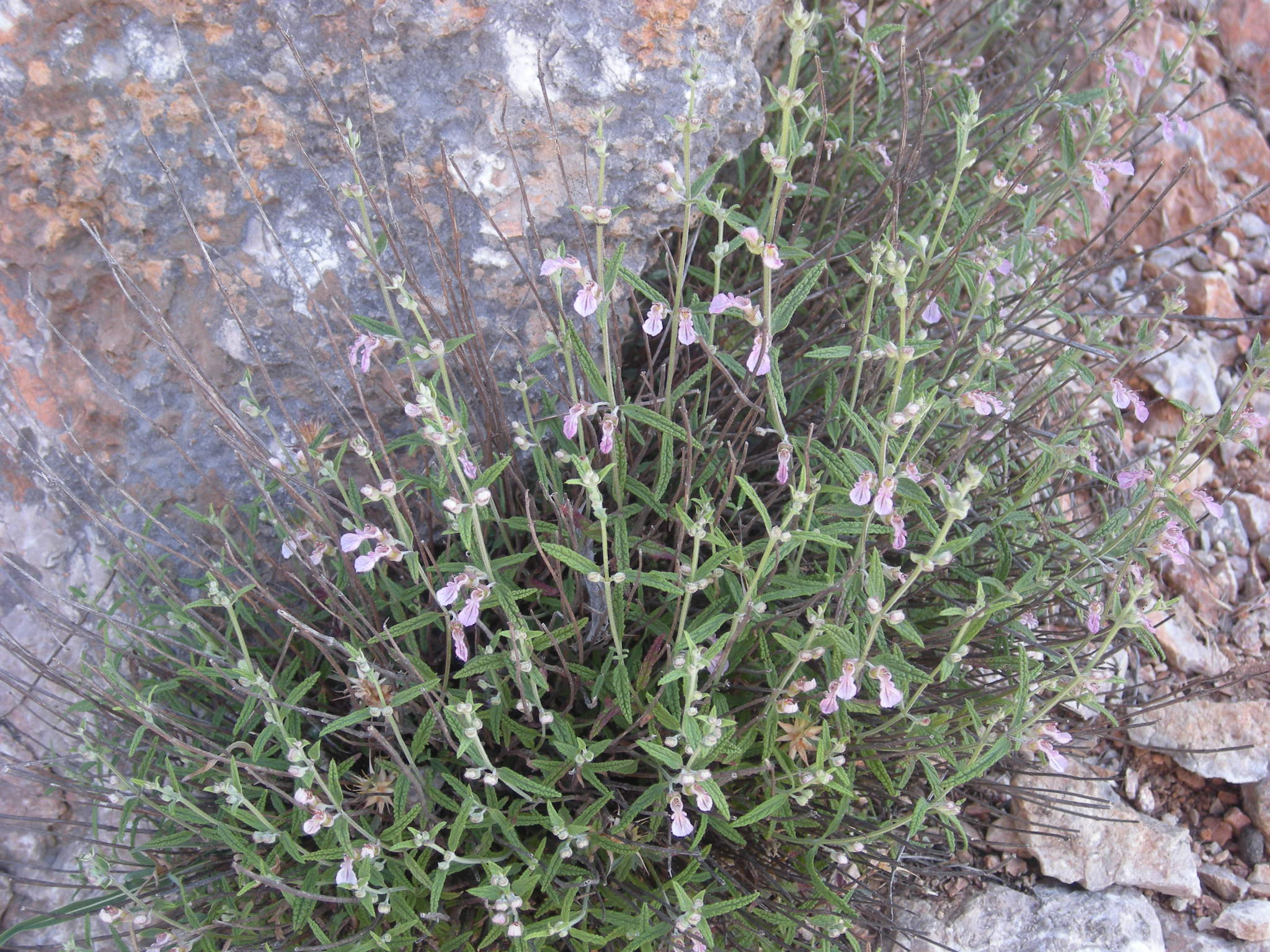
Il portamento
Teucrium asiaticum

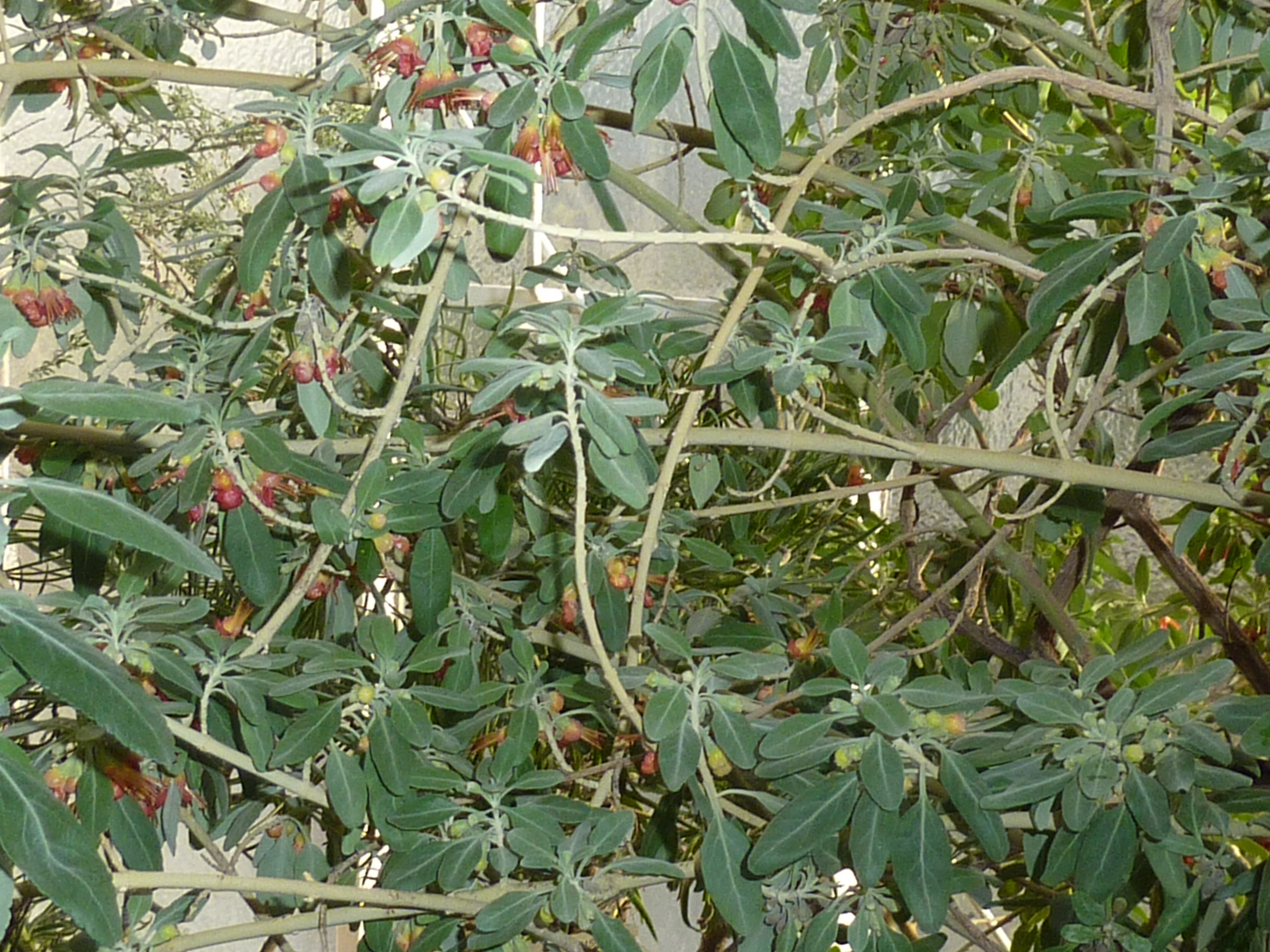
Le foglie
Teucrium heterophyllum

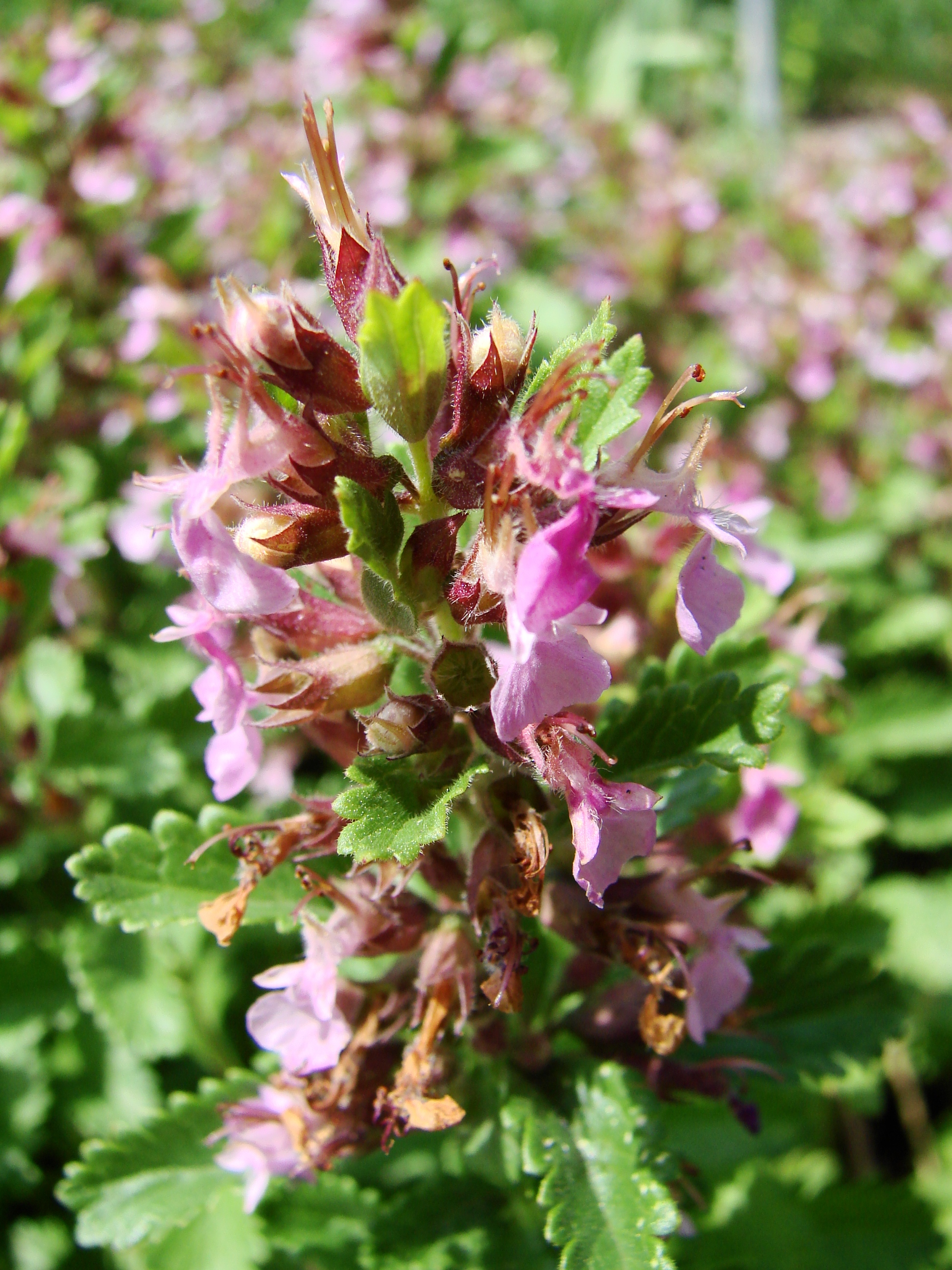
Infiorescenza
Teucrium chamaedrys

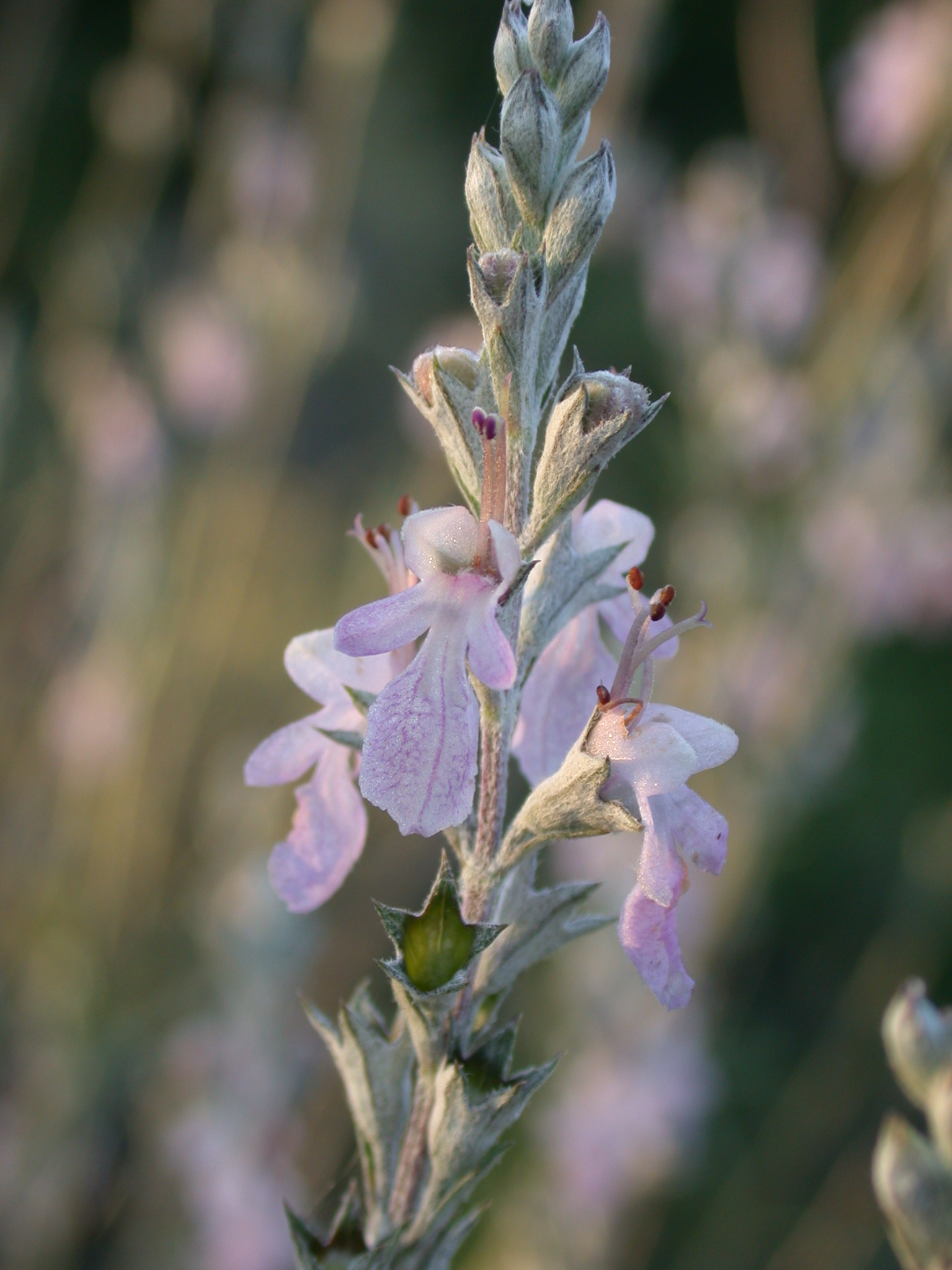
I fiori
Teucrium creticum

Le piante di questo genere normalmente sono erbacee perenni (raramente il ciclo biologico è annuale o bienne), oppure con un tipico portamento subarbustivo o arbustivo (lievemente legnose alla base). Tutte comunque sono più o meno tomentose o pelose e sono inoltre amare e aromatiche (possono emanare un odore agliaceo se vengono stropicciate). La forma biologica prevalente (almeno per le specie spontanee italiane) varia dal tipo H scap (emicriptofite scapose) al tipo Ch suffr (camefite suffruticose). In generale sono piante di piccole dimensioni (di poco superano il metro di altezza)i.

### Radici
Le radici possono essere un proseguimento ipogeo (sottoterra) del rizoma oppure derivate da stoloni; spesso le radici sono di tipo fascicolato. In alcune specie (Teucrium chamaedrys) la parte ipogea del fusto (essendo lignificata ed avendo perso le foglie più basse) radica facilmente con l'emissione di radici avventizie.

### Fusto
Il fusto è generalmente eretto, più o meno ramoso, quasi sempre peloso e talvolta lignificato alla base.

### Foglie
Le foglie possono essere intere o profondamente divise, dentate o lobate con forme la lanceolate a ovate; picciolate o sessili. Lungo il caule sono disposte in modo opposto (inserite sul fusto a 2 a 2). Quelle fiorali sono ridotte allo stato di brattee.

### Infiorescenza
L'infiorescenza è composta da fiori solitari e disposti in modo opposto alle ascelle delle foglie bratteali, oppure raccolti in verticilli o in cime o in spighe più o meno rivolti da un'unica parte.

### Fiore
I fiori sono ermafroditi, zigomorfi, tetrameri (4-ciclici), ossia con quattro verticilli (calice – corolla - androceo – gineceo) e pentameri (5-meri: la corolla e il calice sono a 5 parti). Il colore dei fiori può essere rosso, giallo o bianco.
- Formula fiorale: per la famiglia di queste piante viene indicata la seguente formula fiorale:

X, K (5), [C (2+3), A 2+2] G (2), (supero), drupa
- Calice: il calice, da più o meno attinomorfo a bilabiato, è gamosepalo, a volte persistente, con 5 denti (con una decina di venature) e può avere una forma tubulosa o campanulata. I denti sono più o meno uguali a parte alcune specie che hanno quello superiore ingrossato.
- Corolla: la corolla, normalmente zigomorfa e gamopetala, è la parte più caratteristica del genere in quanto sembra formata da un unico labbro poiché quello superiore (che corrisponde a due petali) è diviso in due parti le quali sono molto ravvicinate ai tre lobi inferiori. In questo modo l'elemento che più è visibile a prima vista è un labbro inferiore a 5 lobi. Il tubo della corolla non presenta alle fauci il tipico anello peloso presente in altri generi simili della stessa famiglia. In altre specie, ma raramente, la corolla si presenta distintamente bilabiata o penta-lobata.
- Androceo: l'androceo possiede quattro stami didinami, due grandi e due piccoli tutti fertili. I filamenti, sono adnati alla corolla, paralleli, diritti e incurvati all'innanzi con le antere parzialmente sporgenti dal tubo corollino. Le antere sono biloculari, di colore giallastro. Le teche sono del tipo divaricato e confluenti in una sola fessura di deiscenza). Il polline matura con proterandria (prima della ricettività dei rispettivi stigmi). I granuli pollinici sono del tipo tricolpato o esacolpato.
- Gineceo: l'ovario è supero (o semi-infero) formato da due carpelli saldati (ovario bicarpellare) ed è 4-loculare per la presenza di falsi setti. La placentazione è assile. Gli ovuli sono 4 (uno per ogni presunto loculo), hanno un tegumento e sono tenuinucellati (con la nocella, stadio primordiale dell'ovulo, ridotta a poche cellule).[12] Lo stilo inserito alla base dell'ovario (stilo ginobasico) è del tipo filiforme ed è molto sporgente; è inoltre caduco. Lo stigma è bifido a forma di lacinie uguali e divergenti. I nettari sono molto ricchi di zucchero e sono disposti in circolo tutto intorno all'ovario in modo irregolare.

### Frutti
Il frutto è uno schizocarpo composto da 4 acheni ovoidali (tetrachenio) racchiusi nel calice persistente. La superficie del frutto può essere papillosa, glabra, lisci o rugosa.

## Riproduzione
- Impollinazione: l'impollinazione avviene tramite insetti (impollinazione entomogama), principalmente mediante ditteri e imenotteri.
- Riproduzione: la fecondazione avviene fondamentalmente tramite l'impollinazione dei fiori (vedi sopra).
- Dispersione: i semi cadendo a terra (dopo essere stati trasportati per alcuni metri dal vento – disseminazione anemocora) sono successivamente dispersi soprattutto da insetti tipo formiche (disseminazione mirmecoria).

## Distribuzione e habitat
Questo genere è distribuito soprattutto nelle zone temperate e calde dell'Europa (in Inghilterra, secondo alcune indicazioni, sono solo quattro le specie spontanee), in Asia (Medio oriente e nel Bassopiano Siberiano Occidentale), in Africa settentrionale e in America boreale e australe (poche specie) e in Australia (abbastanza abbondanti). In particolare nell'areale Euro-mediterraneo si trova in tutta Europa (escluse le zone più a Nord), nella Transcaucasia, nell'Anatolia, nella parte mediterranea dell'Asia e in Africa (dall'Egitto al Marocco). Si tratta quindi di un genere cosmopolita con specie disperse sui vari territori della superficie terrestre dove l'inverno non sia troppo freddo ma non tropicali.

### Distribuzione alpina
Delle 15 specie spontanee della flora spontanea italiana, la metà vivono sull'arco alpino. La tabella seguente evidenzia alcuni dati relativi all'habitat, al substrato e alla distribuzione delle specie alpine.
| Specie | Comunità vegetali | Piani vegetazionali         | Substrato  | pH     | Livello trofico | H2O     | Ambiente             | Zona alpina                                |
| --- | ----------------- | --------------------------- | ---------- | ------ | --------------- | ------- | -------------------- | ------------------------------------------ |
| T. botrys | 4                 | montano collinare           | Ca - Ca/Si | basico | basso           | arido   | B2 C1 C3 F2          | Tutto l'arco alpino (più o meno)           |
| T. chamaedrys | 9                 | subalpino montano collinare | Ca-Si      | basico | basso           | arido   | F2 F7 G3 G6 I1 I3 I4 | Tutto l'arco alpino                        |
| T. flavum | 3                 | collinare                   | Ca         | basico | basso           | arido   | C2                   | IM? SV?                                    |
| T. lucidum | 3                 | montano collinare           | Ca-Ca/Si   | basico | basso           | arido   | C2 C3 F2 I1          | IM SV CN                                   |
| T. montanum | 9                 | subalpino montano collinare | Ca-Ca/Si   | basico | basso           | arido   | C2 C3 F2 G3 H2 I1    | Tutto l'arco alpino                        |
| T. scordium | 11                | collinare                   | Ca         | basico | medio           | bagnato | A3 A4 B5 F3          | Tutto l'arco alpino (ma con discontinuità) |
| T. scorodonia | 11                | montano collinare           | Si         | acido  | basso           | secco   | B6 F7 G1 G3 G4 I1 I2 | Occidentale e Centro                       |
| Legenda e note alla tabella. Substrato con “Ca/Si” si intendono rocce di carattere intermedio (calcari silicei e simili); vengono prese in considerazione solo le zone alpine del territorio italiano (sono indicate le sigle delle province). Comunità vegetali: 2 = comunità terofitiche pioniere nitrofile; 3 = comunità delle fessure, delle rupi e dei ghiaioni; 4 = comunità pioniere a terofite e succulente; 9 = comunità a emicriptofite e camefite delle praterie rase magre secche; 10 = comunità delle praterie rase dei piani subalpino e alpino con dominanza di emicriptofite; 11 = comunità delle macro- e megaforbie terrestri. Ambienti: A3 = ambienti acquatici come rive, stagni, fossi e paludi; A4 = ambienti umidi, temporaneamente inondati o a umidità variabile; B1 = campi, colture e incolti; B2 = ambienti ruderali, scarpate; B3 = siepi e margini dei boschi; B5 = rive, vicinanze corsi d'acqua; B6 = tagli rasi forestali, schiarite, strade forestali; C1 = ambienti sabbiosi, affioramenti rocciosi; C2 = rupi, muri e ripari sotto roccia; C3 = ghiaioni, morene e pietraie; F2 = praterie rase, prati e pascoli dal piano collinare al subalpino; F3 = prati e pascoli mesofili e igrofili; F4 = prati e praterie magre rase; F5 = praterie rase subalpine e alpine; F7 = margini erbacei dei boschi; G1 = lande e popolamenti a lavanda; G3 = macchie basse; G4 = arbusteti e margini dei boschi; G6 = arbusteti mediterranei, macchie e garighe; H2 = boscaglie di pini montani; I1 = boschi di conifere; I2 = boschi di latifoglie; I3 = querceti submediterranei; I4 = querceti sempreverdi mediterranei. |                   |                             |            |        |                 |         |                      |                                            |

## Tassonomia
La famiglia di appartenenza del genere (Lamiaceae), molto numerosa con circa 250 generi e quasi 7000 specie, ha il principale centro di differenziazione nel bacino del Mediterraneo e sono piante per lo più xerofile (in Brasile sono presenti anche specie arboree). Per la presenza di sostanze aromatiche, molte specie di questa famiglia sono usate in cucina come condimento, in profumeria, liquoreria e farmacia. Il genere Teucrium si compone di circa 250 specie, una quindicina delle quali vivono in Italia. All'interno della famiglia questo genere è descritto nella sottofamiglia Ajugoideae. Nelle classificazioni meno recenti la famiglia del genere Teucrium è chiamata Labiatae.
Il genere Teucrium in passato faceva parte della tribù delle Teucrieae definita dal politico e botanico belga Barthélemy Charles Joseph Dumortier (1797-1878) in una pubblicazione del 1827. Mentre la tribù apparteneva alla sottofamiglia Teucrioideae definita dal botanico italiano Théodore Caruel (1830-1898) in una pubblicazione del 1884. Altre classificazioni descrivevano il genere di questa voce all'interno della tribù delle Narcisseae e dalla sottofamiglia delle Trollioideae. L'attuale assetto tassonomico, consultabile nel "tassobox" posto all'inizio di questa voce, è derivato dalle ultime ricerche di tipo filogenetico sul DNA delle varie specie del genere.

### Struttura interna del genere
L'interesse prevalente per la coltivazione ha portato il botanico e tassonomista tedesco Adolf Engler (1844-1930) a dividere tradizionalmente il genere in sei sezioni (per ogni sezione sono indicate alcune specie della flora spontanea italiana e non):
- Sect. Polium, con le specie: T. polium, T. montanum, T. pyrenaicum.
- Sect. Chamaedrys, con le specie: T. marum, T. chamaedrys.
- Sect. Scorodonia, con la specie T. scorodonia.
- Sect. Stachybothrys, con le specie: T. canadense, T. hircanicum.
- Sect. Teucris, con le specie: T. bicolor, T. orientale, T. fruticans.
- Sect. Teucriopsis, con la specie T. betonicum.

### Specie spontanee della flora italiana
Per comprendere meglio ed individuare le varie specie del genere (solamente per le specie spontanee della flora spontanea italiana) l'elenco seguente utilizza il sistema delle chiavi analitiche:
- Gruppo 1A: le piante sono annue con fusti ramosi;

Teucrium spinosum L. - Camedrio spinoso: i rami sono spinosi con foglie seghettate; la corolla è bianca di 6 – 8 mm; si trova al Sud e nelle isole fino a 600 m s.l.m..
Teucrium botrys L. - Camedrio secondo: i rami sono privi di spine ma densamente peloso-ghiandolosi e vischiosi; le foglie sono uno-due-pennatosette (i singoli lobi della foglia sono a loro volta pennatosetti); la corolla è grande (15 – 20 mm) e di colore roseo – purpureo; si trova solo al Nord e Centro dell'Italia fino a 1500 m s.l.m..
- Gruppo 1B: le piante sono perenni a portamento erbaceo o cespuglioso;

- Gruppo 2A: l'infiorescenza è composta da numerosi verticillastri sovrapposti;

- Gruppo 3A: il margine delle foglie è intero;

- Gruppo 4A: la pianta è priva di spine; il calice è piccolo (5 – 9 mm);

Teucrium fruticans L. - Camedrio femmina: le foglie più grandi sono lunghe 3 - 4 cm; anche la corolla è grande (20 – 24 mm) ed è di colore azzurro – violetto; si trova in tutta l'Italia, ma non in modo continuo, a quote fino a circa 600 m s.l.m..
Teucrium marum L. - Camedrio maro, Erba dei gatti: le foglie sono piccole (massimo 1 cm); la corolla è di colore purpureo e raggiunge il centimetro di dimensione massima; può raggiungere la quota di 1500 m s.l.m. e si trova solo in Sardegna e Corsica.
- Gruppo 4B: i rami sono spinosi; il calice del fiore ha dimensioni minime (2 – 3 mm);

Teucrium subspinosum Pourret: la presenza di questa specie in Italia è incerta (viene segnalata una probabile presenza solo in Sardegna).
- Gruppo 3B: il margine delle foglie può essere di vario tipo (dentato, crenato o diviso);

- Gruppo 5A: il margine delle foglie è crenato o dentato;

- Gruppo 6A: il calice è bilabiato;

- Gruppo 7A: il tubo della corolla è lungo il doppio del calice;

Teucrium scorodonia L. - Camedrio scorodonia: le brattee hanno la forma ovale – acuminata e si restringono progressivamente alla base procedendo verso la parte aerea della pianta; il calice è di 4 mm; il colore della corolla è bianco – giallastro ed è lunga 10 mm; si trova nell'Italia settentrionale e in Sardegna fino a 1500 m s.l.m..
Teucrium siculum Rafin. - Camedrio siciliano: le brattee sono più larghe che lunghe e la base è cuoriforme; il calice è lungo 8 mm; la corolla è roseo – purpurea; oltre che in Sicilia si trova in Italia del Sud e Centrale fino a 1300 m s.l.m..
- Gruppo 7B: il tubo della corolla è più piccolo del calice;

Teucrium massiliense L. - Camedrio marsigliese: la pianta presenta un odore aromatico; la corolla è colorata di viola pallido; si trova in Sardegna e Corsica fino a quote medie.
- Gruppo 6B: il calice ha una forma attinomorfa (e comunque non bilabiata);

- Gruppo 8A: i fusti alla base sono legnosi; la corolla va da 9 a 19 mm di lunghezza;

- Gruppo 9A: le foglie sono larghe 1 cm e lunghe 2 – 3 cm; i denti del calice sono lunghi 2/3 del tubo;

Teucrium chamaedrys L. - Camedrio comune, Calamandrea, Querciola, Calandrina: il colore dei fiori può essere giallo – pallido lievemente arrossato o purpureo; vegeta fino a 1700 m s.l.m. ed è comune su tutto il territorio italiano (comprese le isole).
- Gruppo 9B: le foglie sono più o meno larghe quanto lunghe (1 – 3 cm per 2 – 4 cm); i denti del calice sono lunghi al massimo metà del tubo;

Teucrium lucidum L. - Camedrio lucido: il fusto è glabro e la corolla è di colore purpureo; vegeta dai 400 ai 1800 m s.l.m. solamente nelle Alpi Occidentali.
Teucrium flavum L. - Camedrio doppio: il fusto è villoso e molto ramoso; i fiori sono giallo – verdastri. Si trova fino a 1000 m s.l.m. in tutto il territorio escluse le Alpi.
- Gruppo 8B: il portamento della pianta è completamente erbaceo; la corolla non è molto grande ( 7 – 9 mm);

Teucrium scordium L. - Camedrio scordio: è di odore agliaceo; possiede dei rizomi stoloniferi; la corolla è rosea; è comune su tutto il territorio fino a 1500 m s.l.m..
- Gruppo 5B: il margine delle foglie è diviso in tre segmenti pennatifidi;

Teucrium campanulatum L. - Camedrio pennato: il fusto è prostrato – ascendente; il calice nella parte terminale si allarga alquanto; la corolla è di colore biancastro con venature azzurre ed è lunga 5 mm; si trova solo al Sud fino a 600 m s.l.m..
- Gruppo 2B: l'infiorescenza è posizionata all'apice del fusto ed ha la forma di una semisfera;

Teucrium montanum L. - Camedrio montano: la lamina delle foglie è intera, glabra e di colore verde scuro di sopra, bianco – tomentoso di sotto; la corolla è giallo – pallida in contrasto alle antere che sono bruno – rossastre; è presente in tutta l'Italia a quote anche alte.
Teucrium polium L. - Camedrio polio: le foglie sono crenate e grigio – tomentose da entrambi i lati; la corolla è bianca; si trova in Toscana fino a 900 m s.l.m..

### Sinonimi
Questa entità ha avuto nel tempo diverse nomenclature. L'elenco seguente indica alcuni tra i sinonimi più frequenti:
- Botrys  Fourr.
- Chamaedrys  Mill.
- Kinostemon Kudô, 1829
- Iva  Fabr.
- Melosmon Raf., 1837
- Monipsis  Raf.
- Monochilon  Dulac
- Poliodendron  Webb & Berthel.
- Polium  Mill.
- Scorbion  Raf.
- Scordium  Mill.
- Scorodonia  Hill
- Trixago  Raf.

## Usi
Alcune specie (tre o quattro) sono citate nella medicina popolare (proprietà toniche, febbrifughe, vermifughe, amare, sudorifere, vulnerarie, starnutatorie, stimolanti, antispasmodiche, ecc.), altre invece sono ad uso esclusivo dell'orticoltura ornamentale.
In particolare Teucrium marum è ricca di un olio essenziale (ricavato per distillazione delle sue parti vegetali) che viene chiamato “Essenza di Marum” : si tratta di una canfora (chiamata anche “Canfora di Marum”). Teucrium scordium contiene un principio chimico (la “scordeina”) con il quale i farmacisti preparano il “dioscordium” , un preparato con effetti tonici, febbrifughi, stimolanti e altro.
Nell'industria tessile, sempre la pianta Teucrium marum, produce una tintura per colorare la lana di giallo – canarino.
Per completare il quadro sugli usi del genere Teucrium non si può tacere che alcune sue specie, in particolare Teucrium chamaedrys presenta dati comprovati che si tratta di una pianta epatotossica. Alcuni componenti presenti nella pianta (“diterpeni neoclerodanici”) possono provocare epatiti di vario tipo (disturbi al parenchima epatico tipo epatiti croniche, acute ma anche fulminanti).
Infine alcune specie servono da alimento alle larve di alcuni lepidotteri della famiglia delle Coleophoridae.

## Galleria d'immagini

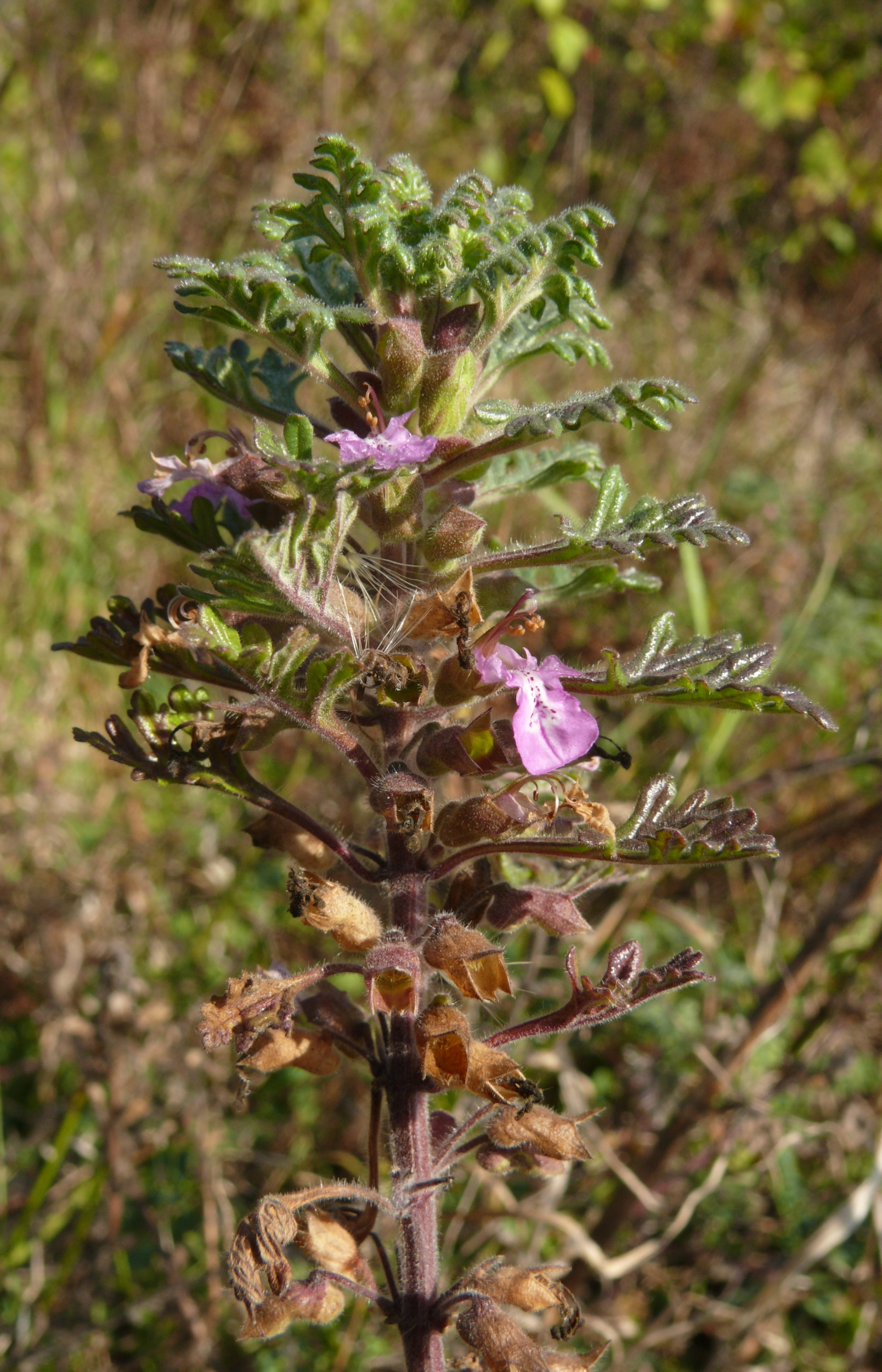
Teucrium botrys
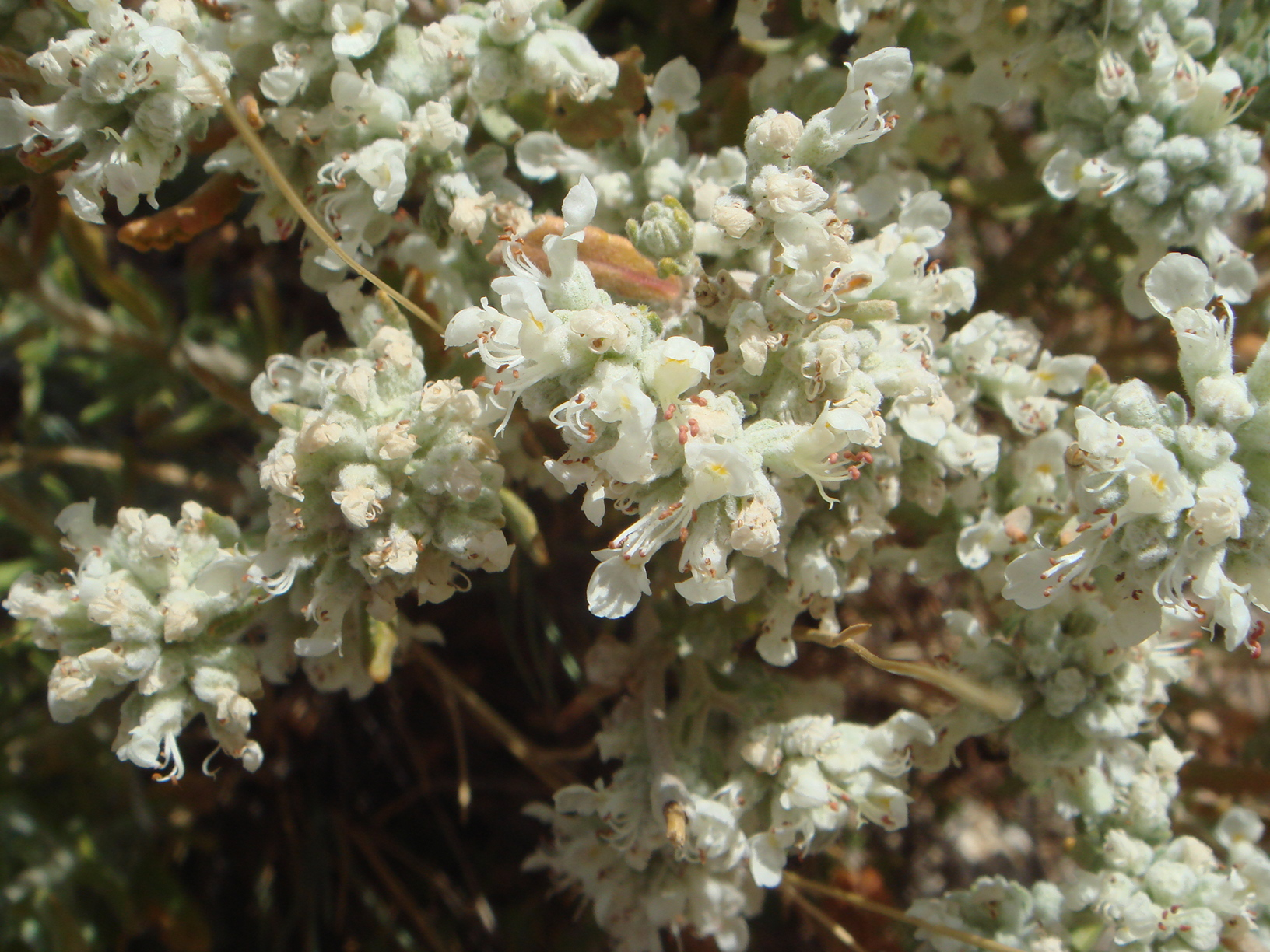
Teucrium capitatum
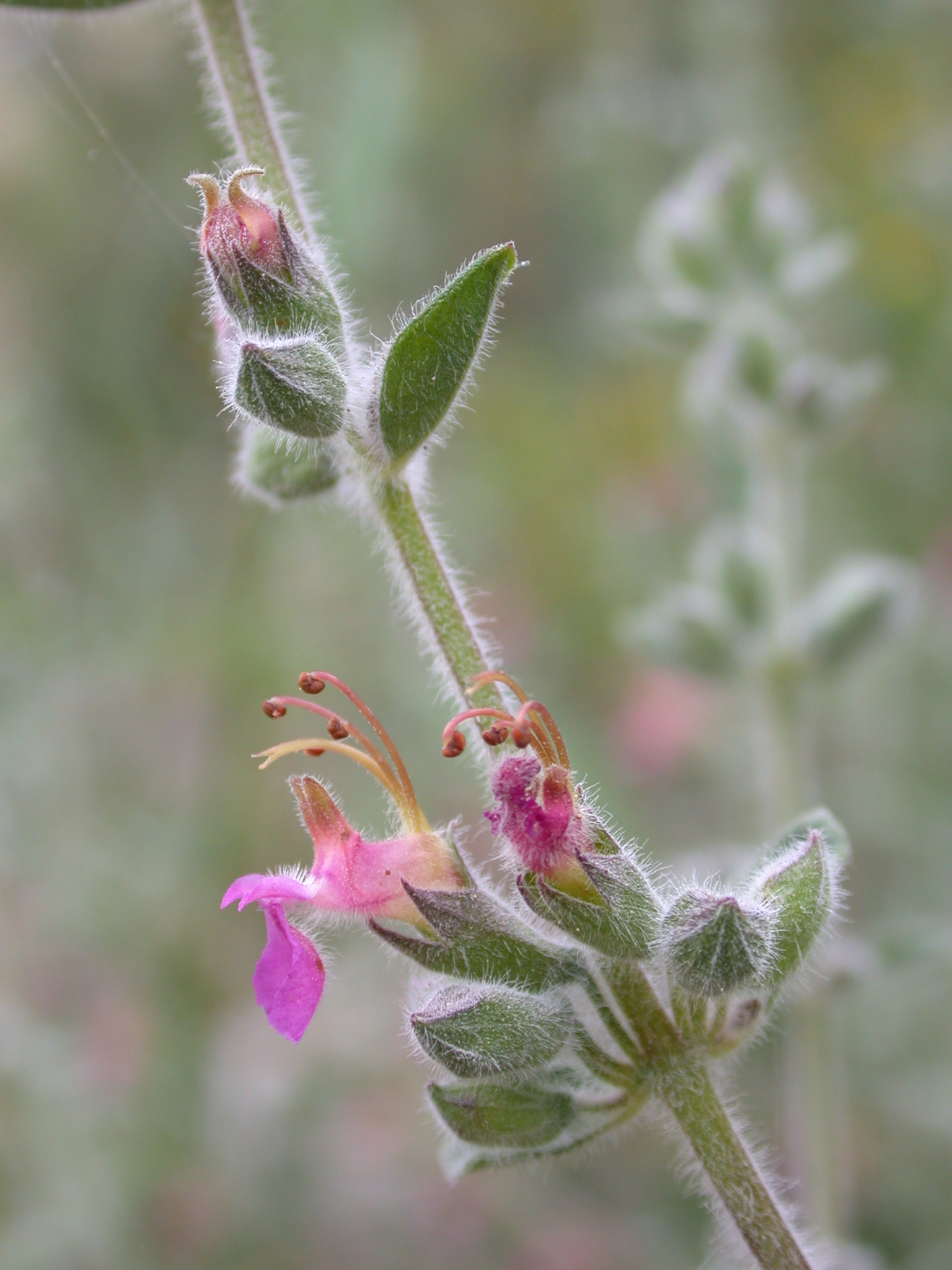
Teucrium divaricatum
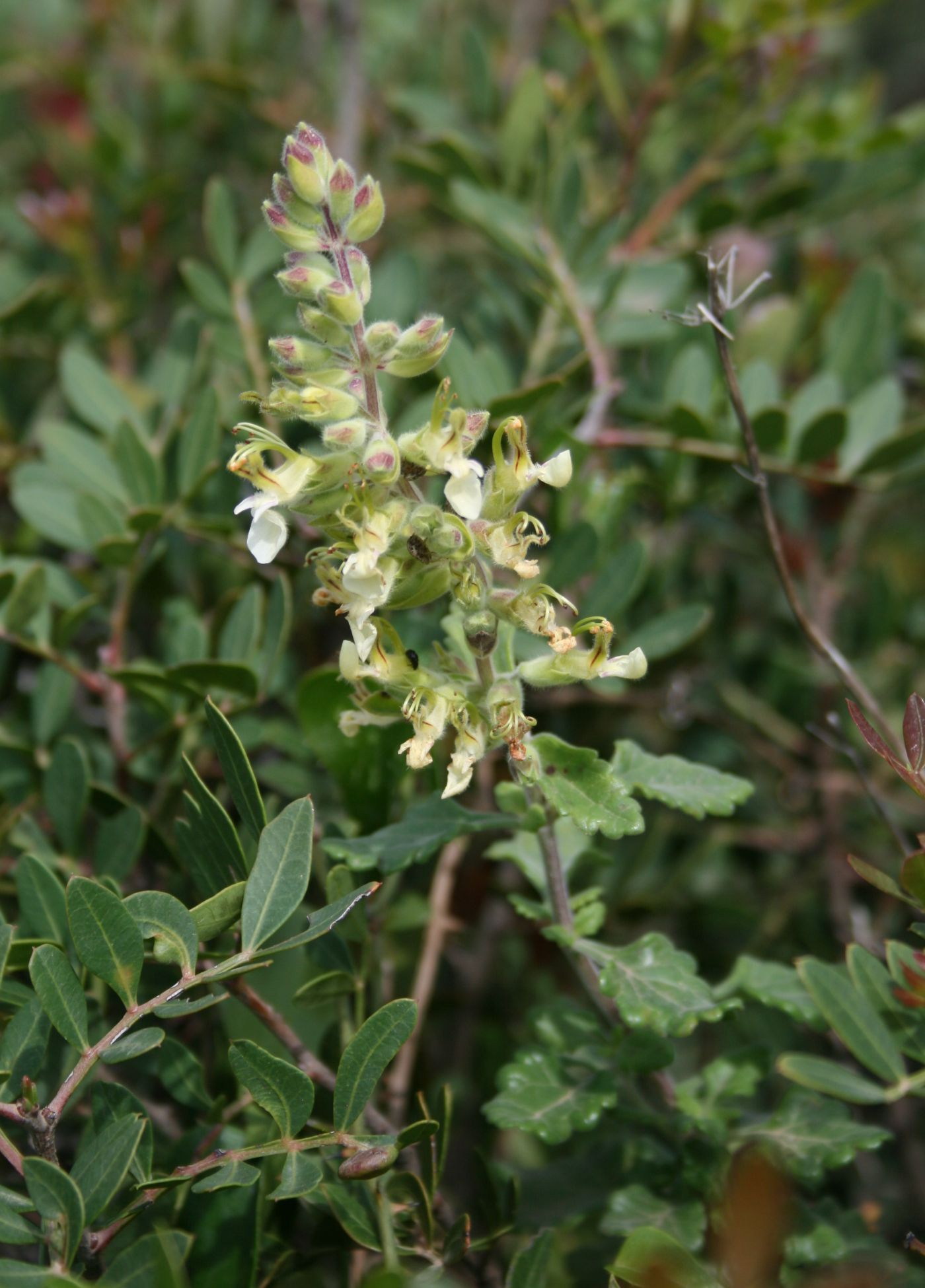
Teucrium flavum
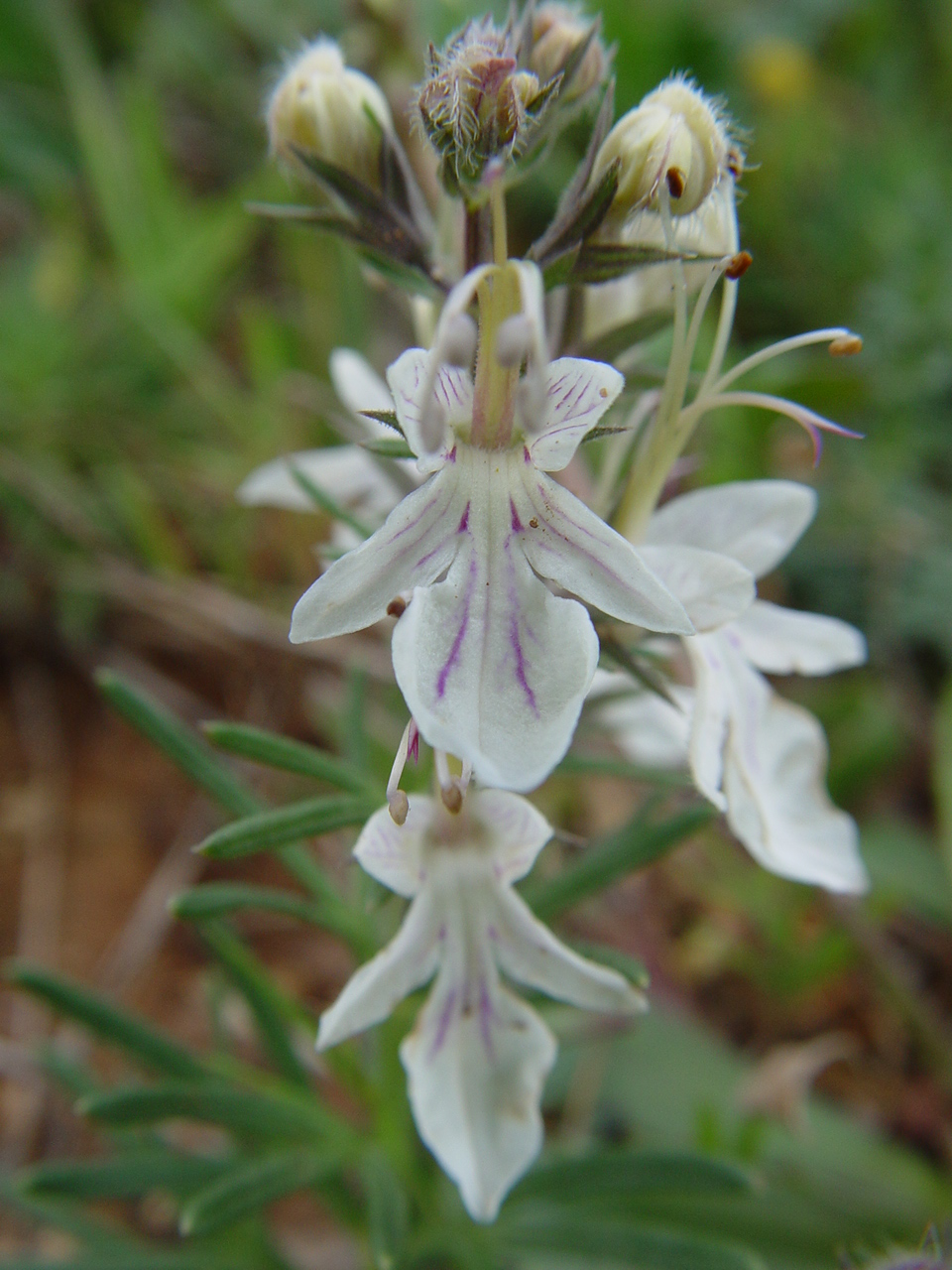
Teucrium fruticans
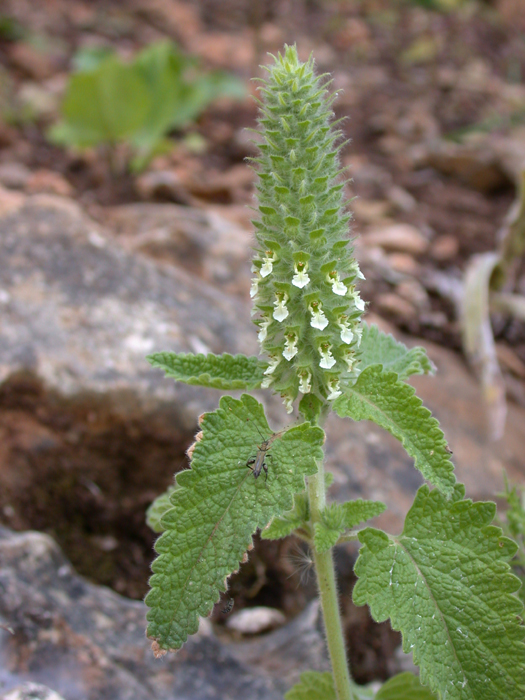
Teucrium lamiifolium
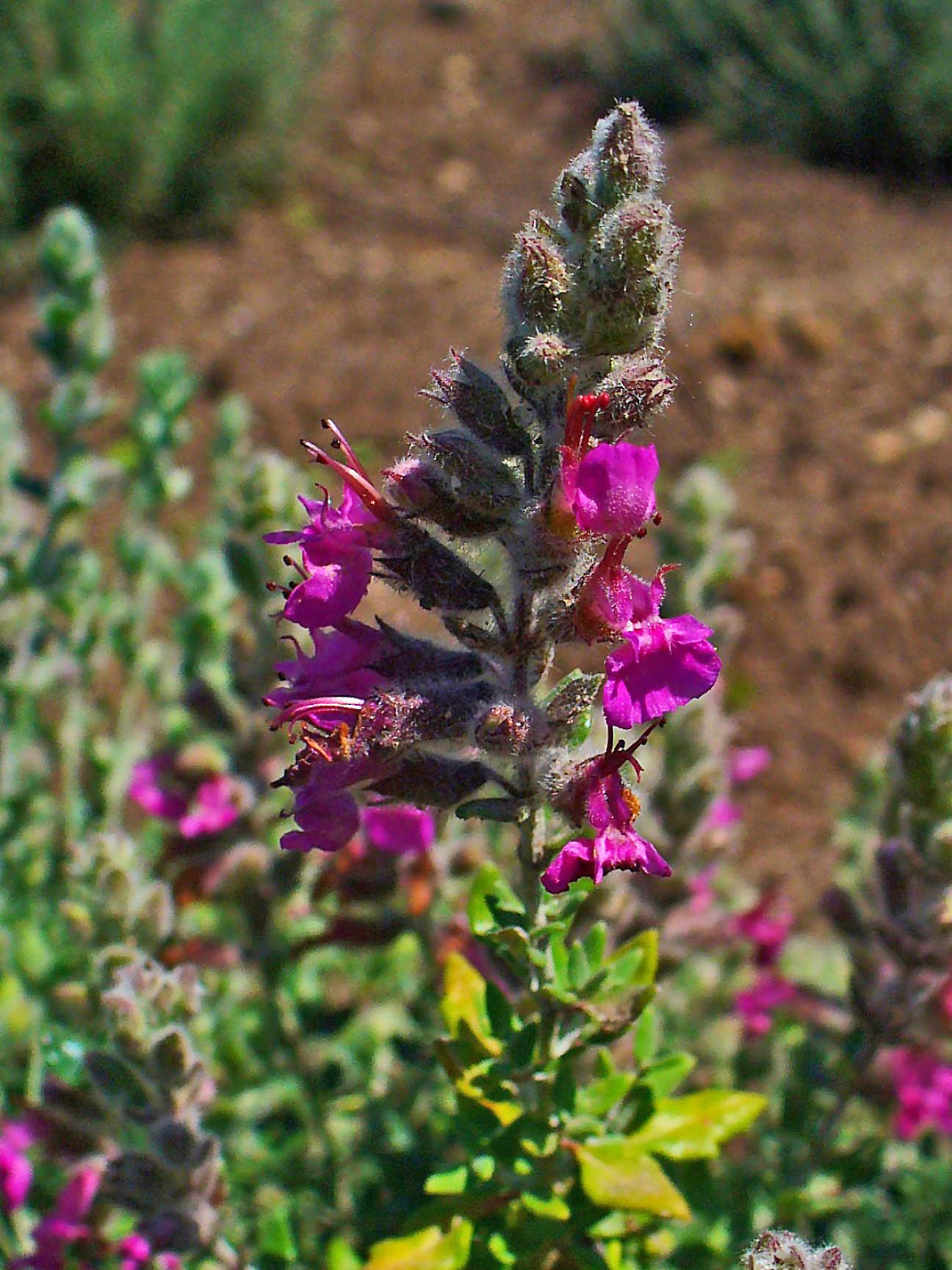
Teucrium marum
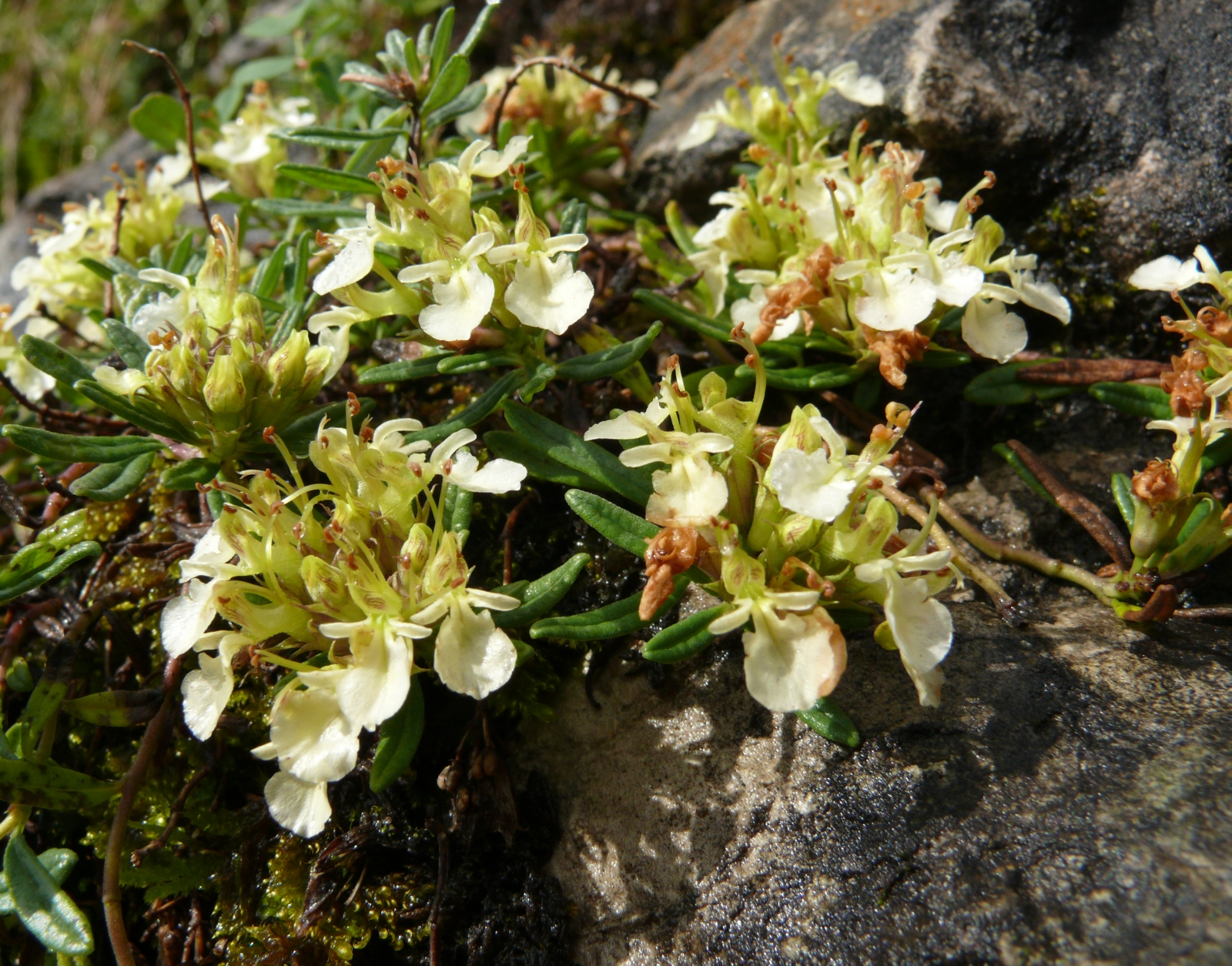
Teucrium montanum
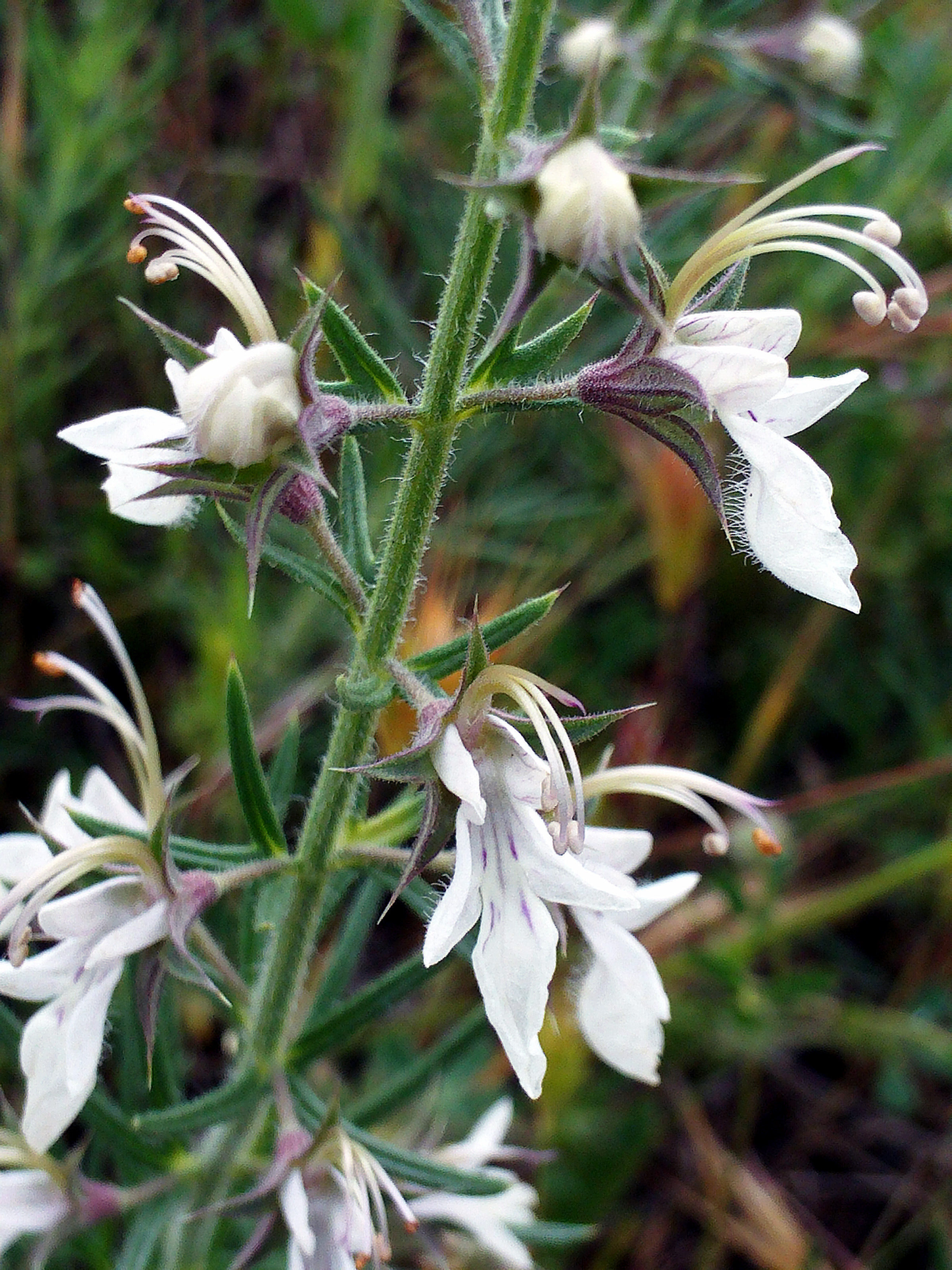
Teucrium pseudochamaepitys
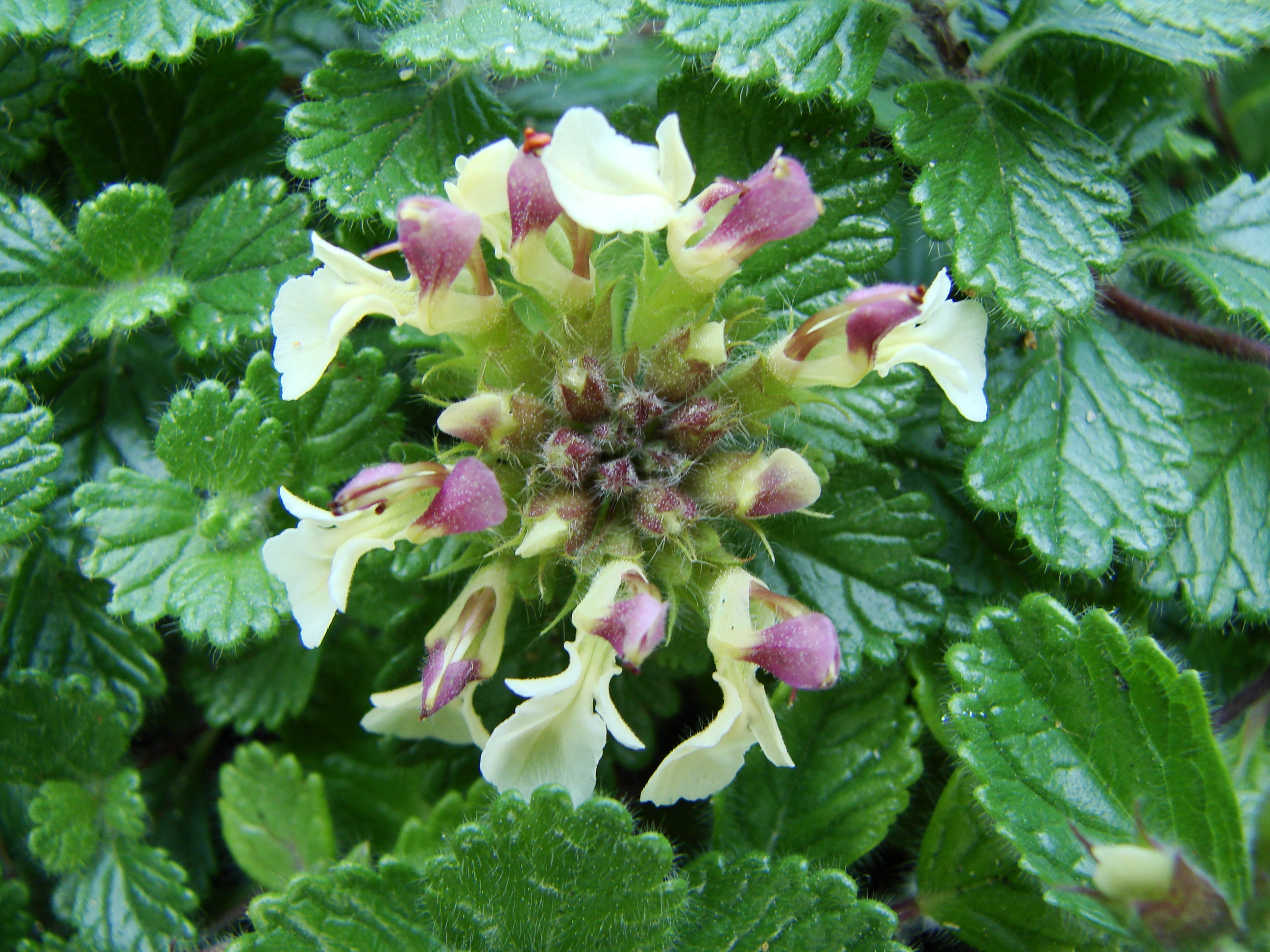
Teucrium pyrenaicum
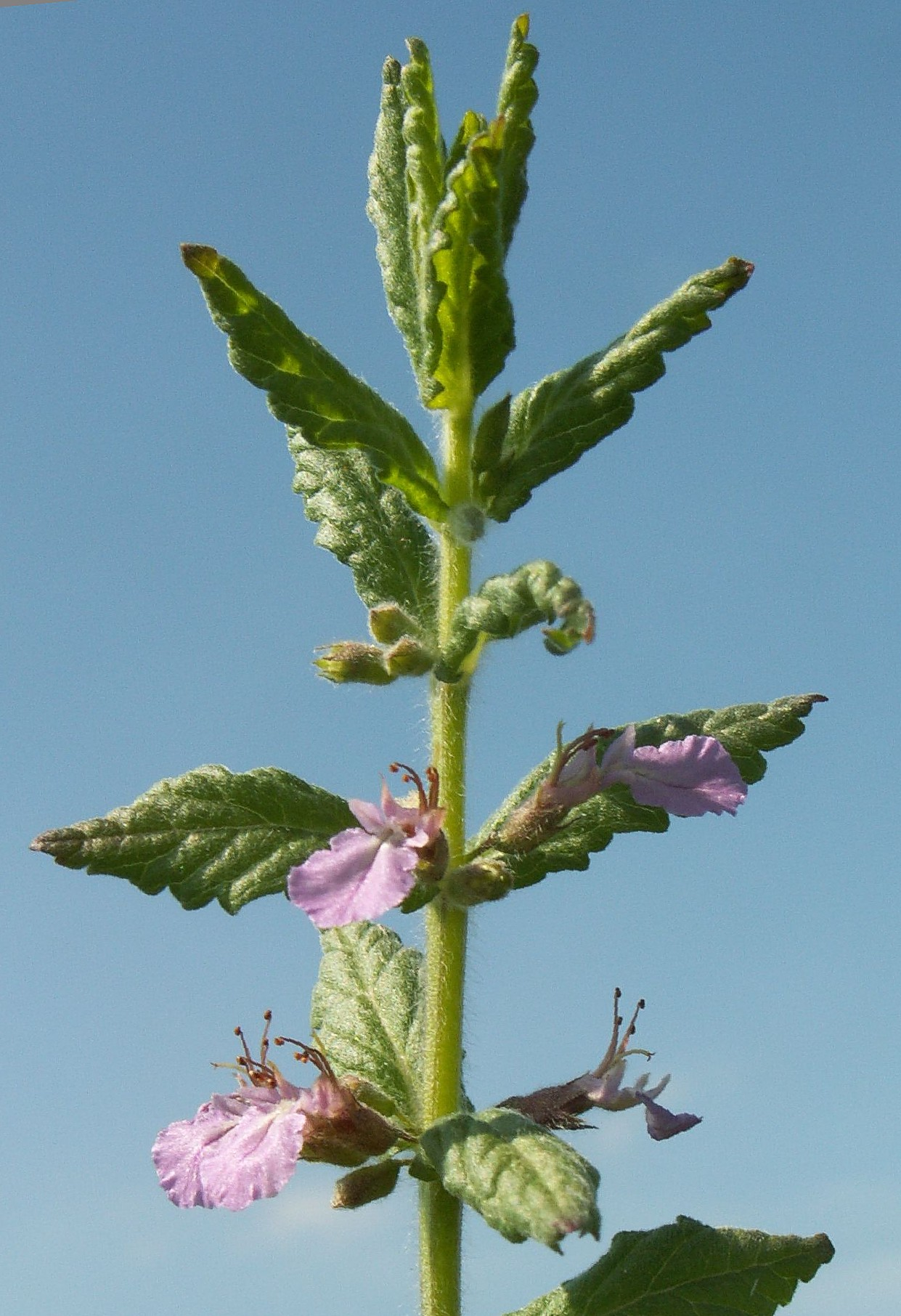
Teucrium scordium
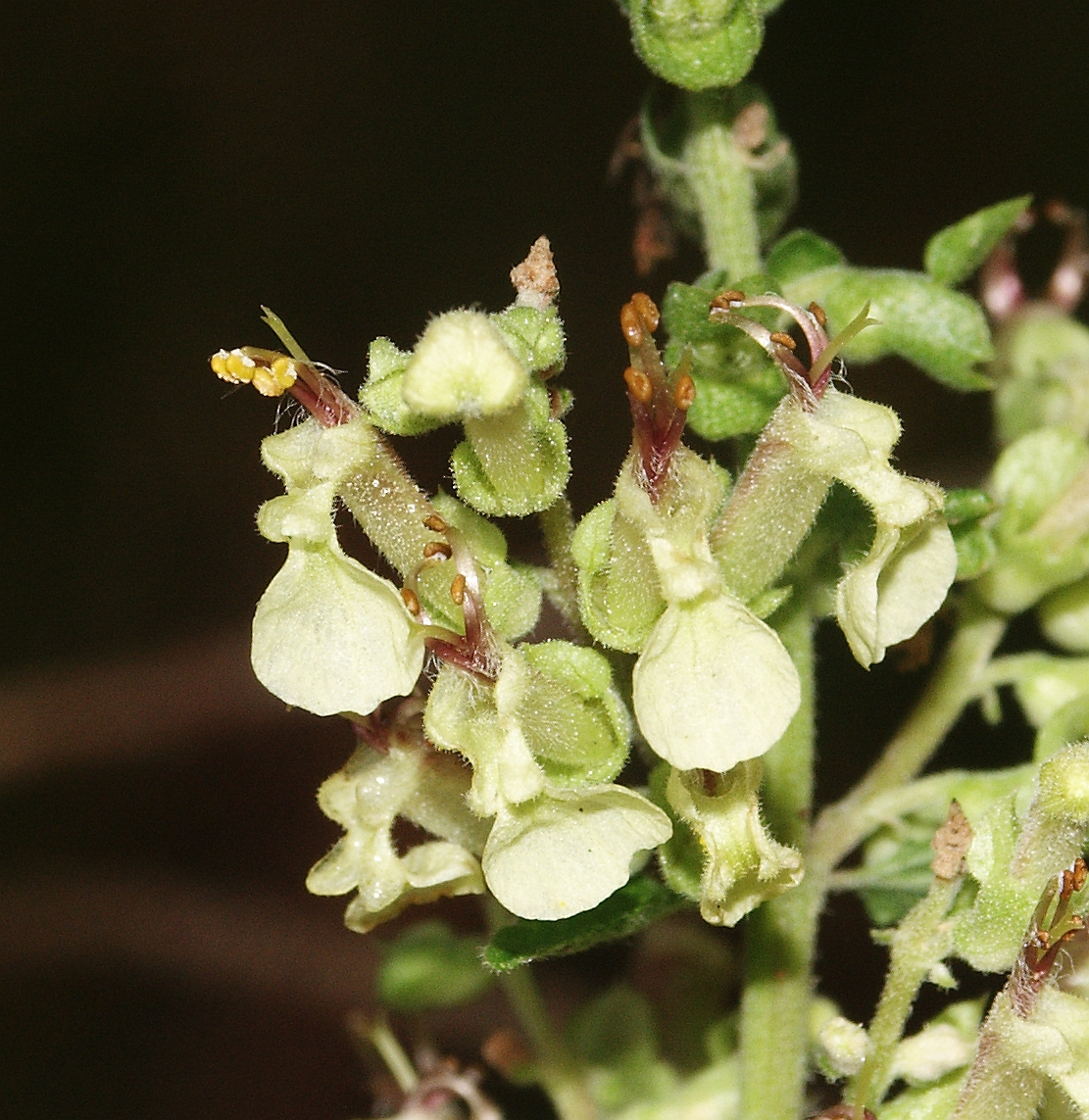
Teucrium scorodonia